# ميلان ميلانيتش
ميلان ميلانيتش، من مواليد 4 مايو 1930 في بيتولا في يوغسلافيا، مدرب كرة قدم يوغسلافي سابق.
و قد درب نادي النجم الأحمر ونادي ريال مدريد الإسباني ونادي فالنسيا الإسباني، ودرب منتخب يوغسلافيا لكرة القدم في كأس العالم لكرة القدم 1974 وكأس العالم لكرة القدم 1982، وفي عام 1983 درب نادي القادسية الكويتي حتى عام 1985.
توفي في 13 يناير 2012

## روابط خارجية
- ميلان ميلانيتش على موقع قاعدة بيانات كرة القدم.إي يو (الإنجليزية)
- ميلان ميلانيتش على موقع Soccerway.com (الإنجليزية)